# Hines Ward
Hines Edward Ward Jr. (Seoul, 8 maart 1976) is een Koreaans-Amerikaanse voormalig Americanfootballspeler voor de Pittsburgh Steelers in de National Football League. Ward speelde als wide receiver en won tweemaal de Super Bowl.
Ward maakt een achtergrondverschijning in de film The Dark Knight Rises (2012) van Christopher Nolan.